# لويس بوغي
لويس بوغي (بالفرنسية: Louis Poggi)‏ هو لاعب كرة قدم فرنسي في مركز الوسط، ولد في 18 يونيو 1984 في باستيا في فرنسا. شارك مع منتخب كورسيكا لكرة القدم. أما مع النوادي، فقد لعب مع نادي تولون ونادي جازيليك أجاكسيو.

## وصلات خارجية
- لويس بوغي على موقع رابطة كرة القدم الفرنسية للمحترفين (الإنجليزية)
- لويس بوغي على موقع قاعدة بيانات كرة القدم.إي يو (الإنجليزية)
- لويس بوغي على موقع Soccerway.com (الإنجليزية)